# Ла Страда-Санта Кристина (Арецо)
Ла Страда-Санта Кристина је насеље у Италији у округу Арецо, региону Тоскана.
Према процени из 2011. у насељу је живело 79 становника. Насеље се налази на надморској висини од 297 м.